# ألكساندرا روشيل
ألكساندرا روشيل (14 ديسمبر 1983 في فرنسا - ) (بالفرنسية: Alexandra Rochelle) هي لاعبة كرة طائرة فرنسا في مركز ليبرو ‏. لعبت مع Béziers Volley ‏.

## وصلات خارجية
- ألكساندرا روشيل على موقع الاتحاد الأوروبي (الإنجليزية)
- ألكساندرا روشيل على موقع عالم الكرة الطائرة (الإنجليزية)
- ألكساندرا روشيل على موقع Ligue Nationale de Volley (الفرنسية)